# Campagne de Guyane (1817)
Pour les articles homonymes, voir Campagne de Guyane.
Batailles
m
- Angostura (1re)
- San Félix
- Pagallos
- Angostura (2e)

La campagne de Guyane de 1816-1817 est la seconde campagne menée par les patriotes vénézuéliens au cours de la guerre d'indépendance du Venezuela dans la région de Guyane. La première campagne de 1811-1812 a été un désastre.

## Conséquences
La campagne de 1817 est un grand succès pour les patriotes qui, après plusieurs batailles, réussissent à chasser tous les royalistes de la région. 
La campagne de Guyane est l'un des évènements les plus importants[réf. nécessaire] des guerres d'indépendance en Amérique du Sud. Les patriotes s'assurent ainsi le contrôle d'une région riche en ressources naturelles et en voies de communication, et qui servira donc de base pour le lancement d'autres campagnes vers le reste du pays. Grâce aux pierres précieuses notamment, et à l'ouverture du territoire guyanais sur la mer des Caraïbes, les patriotes pourront se procurer de l'armement et rétablir le contact avec l'Apure, dont José Antonio Páez contrôle les Llaneros (cavaliers et paysans cultivateurs de grenade dans les plaines de Colombie et du Venezuela et dont la participation aux guerres d'indépendance en Amérique du Sud sera essentielle). 
L'organisme allié Guyane-Apure sera le facteur qui rompra la situation stagnante dans laquelle se sont enfermés les républicains depuis 1814, contraints de combattre sur la défensive. Bolivar passe par la Guyane pour rencontrer Paez dans les llanos. Après cette entrevue, il entreprendra les campagnes du Centre, d'Apure et de Nouvelle-Grenade.

## Voir également
- Campagne d'Orient
- Campagne du Centre